# Єврейський університет Одеси
Одеський Єврейський університет — навчальна програма з отримання безоплатної вищої освіти у державних вищих навчальних закладах України при єврейській общині міста Одеси. Розташований у приміщенні Головної синагоги Одеси на перехресті Єврейської та Рішель'євської вулиць.
Після проходження навчального курсу, студенти отримують дипломи державного зразку з обраної спеціальності. Також, у рамках університету викладаються курси з івриту та єврейської традиції. Працює молодіжна програма з вивчення єврейської традиції «Stars».
Ректор університету — Марк Григорович Дреєрман.

## Історія
Одеський Єврейський університет було відкрито в 2003 році з ініціативи рабина Одеської релігійної юдейської громади Шломо Бакшта.
- 2004 — відкрито факультети дошкільного виховання, психології та соціальної педагогіки в рамках співпраці з Одеським Національним університетом ім. Мечникова та Південно-Українським педагогічним університетом ім. Ушинського.
- 2007 — відкрито факультет юриспруденції в рамках співпраці з Одеським державним університетом внутрішніх справ.
- 2007 — перший випуск (28 бакалаврів) Одеського Єврейського університету.
- 2008 — перший випуск фахівців Одеського Єврейського університету. Відкрито факультети інформатики та юриспруденції.
- 2014 — перший випуск магістрів Одеського єврейського університету.

## Факультети
- психологія та соціальна педагогіка (у співпраці з ОНУ ім. І. І. Мечнікова),
- англійська мова та зарубіжна література (у співпраці з ОНУ ім. І. І. Мечнікова),
- менеджмент(у співпраці з ОНАХТ),
- фінанси та банківська справа (у співпраці з ОНУ ім. І. І. Мечнікова),
- юриспруденція (у співпраці з ОДУВС),
- дизайн (у співпраці з Міжнародним гуманітарним університетом),
- інформатика (у співпраці з ОНУ ім. І. І. Мечнікова).